# Хелониси
Хелониси (греч. Χελωνησι ή Χελωνακι ή Μαραθονήσι) — небольшой необитаемый остров к востоку от острова Сфактирия, в северной части бухты Наварин Ионического моря, в Месинии, на юго-западном побережье полуострова Пелопоннес в Греции, к северу от города Пилос и «Наваринского замка» — форта Неокастрон, «оседлавшего» мыс Наварин.
При осады крепости Неокастрон 14 июля 1821 года из крепости вышла группа из 350 человек, в основном женщин и детей. 16 мужчин были задержаны и казнены. Остальные, согласно свидетельству Амвросиоса Франдзиса, переданному Джорджем Финлеем, были вывезены и брошены на произвол судьбы на островок Хелониси.
Бухта Наварин является местом решающего морского сражения в 1827 году, которое закрепило независимость Греции от Османской империи. На острове находится братская могила англичан и памятник британским морякам, павшим в Наваринском сражении.